# Liste der mitgliederstärksten Sportvereine
Diese Seite listet die mitgliederstärksten Sportvereine der Welt sowie der D-A-CH-Länder auf.
In vielen europäischen Ländern sind Profi-Fußballmannschaften nicht als Vereine, sondern als Kapitalgesellschaften organisiert. Dies betrifft unter anderem alle Mannschaften der englischen Premier League und die meisten Mannschaften der spanischen Primera División und der italienischen Serie A. Diese tauchen daher in dieser Liste nicht auf, obwohl die Kapitalgesellschaften bisweilen Interessenten die Möglichkeit anbieten, gegen Bezahlung „Mitglied“ zu werden, was den Betreffenden Vorteile beim Erwerb von Eintrittskarten und Fanartikeln bietet. Mitglieder von Kapitalgesellschaften sind im juristischen Sinne die Gesellschafter. Auch in Deutschland sind die meisten Profimannschaften als Kapitalgesellschaft (AG, GmbH, GmbH & Co. KGaA) organisiert; die Stimmenmehrheit liegt dabei jedoch entsprechend der 50+1-Regel bei den eingetragenen Vereinen (e. V.), die an den Gesellschaften beteiligt und hier aufgeführt sind.
Die Zahlen beruhen auf uneinheitlichen Quellen und sind in unterschiedlichem Maße aktuell.

## Liste der mitgliederstärksten Sportvereine der Welt
| Rang | Verein                               | Stadt           | Land        | Mitglieder | Stand              |
| --- | ------------------------------------ | --------------- | ----------- | ---------- | ------------------ |
| 01 | FC Bayern München e. V.              | München         | Deutschland | 410.000    | 27. Juli 2025      |
| 02 | Sport Lisboa e Benfica               | Lissabon        | Portugal    | 400.000    | Februar 2025       |
| 03 | Club Atlético River Plate            | Buenos Aires    | Argentinien | 335.945    | 4. August 2023     |
| 04 | Club Atlético Boca Juniors           | Buenos Aires    | Argentinien | 315.879    | 4. August 2023     |
| 05 | BV Borussia 09 e. V. Dortmund        | Dortmund        | Deutschland | 230.000    | 1. Juli 2025       |
| 06 | FC Gelsenkirchen-Schalke 04 e. V.    | Gelsenkirchen   | Deutschland | 194.000    | 11. Juli 2025      |
| 07 | Sektion München des DAV e. V.        | München         | Deutschland | 180.667    | 31. Dezember 2024  |
| 07 | Sektion Oberland des DAV e. V.       | München         | Deutschland | 180.667    | 31. Dezember 2024  |
| 09 | FC Barcelona 1                       | Barcelona       | Spanien     | 150.317    | 31. Mai 2023       |
| 10 | Eintracht Frankfurt e. V.            | Frankfurt       | Deutschland | 150.000    | 17. Februar 2025   |
| 10 | 1. FC Köln 01/07 e. V.               | Köln            | Deutschland | 150.000    | 2. Mai 2025        |
| 12 | Sporting Clube de Portugal           | Lissabon        | Portugal    | 140.000    | 1. Juli 2023       |
| 13 | Hamburger Sport-Verein e. V.         | Hamburg         | Deutschland | 126.995    | 21. Juni 2025      |
| 14 | VfB Stuttgart 1893 e. V.             | Stuttgart       | Deutschland | 126.000    | 1. Juli 2025       |
| 15 | Futebol Clube do Porto               | Porto           | Portugal    | 114.910    | 30. Juni 2022      |
| 16 | Grêmio Foot-Ball Porto Alegrense     | Porto Alegre    | Brasilien   | 114.425    | 15. September 2023 |
| 17 | Sport Club Internacional             | Porto Alegre    | Brasilien   | 107.000    | 30. Juni 2023      |
| 18 | Borussia VfL 1900 e. V.              | Mönchengladbach | Deutschland | 106.500    | 1. Juli 2025       |
| 19 | HNK Hajduk Split                     | Split           | Kroatien    | 114.982    | Mai 2025           |
| 20 | Sektion Austria des ÖAV              | Wien            | Österreich  | 099.312    | 31. Dezember 2024  |
| 21 | Club Atlético Independiente          | Avellaneda      | Argentinien | 095.173    | 4. August 2023     |
| 22 | Real Madrid CF 2                     | Madrid          | Spanien     | 092.480    | 16. Dezember 2022  |
| 23 | Clube de Regatas do Flamengo         | Rio de Janeiro  | Brasilien   | 089.859    | 27. März 2023      |
| 24 | Sektion Edelweiss des ÖAV            | Wien            | Österreich  | 088.226    | 31. Dezember 2024  |
| 25 | Feyenoord Rotterdam                  | Rotterdam       | Niederlande | 085.000    | 30. April 2024     |
| 26 | Racing Club Asociación Civil         | Avellaneda      | Argentinien | 083.717    | 4. August 2023     |
| 27 | Clube de Regatas Vasco da Gama       | Rio de Janeiro  | Brasilien   | 082.611    | 31. Januar 2021    |
| 28 | Club Atlético San Lorenzo de Almagro | Buenos Aires    | Argentinien | 080.410    | 4. August 2023     |
| 29 | SC Freiburg e. V.                    | Freiburg        | Deutschland | 075.000    | 1. Juli 2025       |
| Diese Liste enthält alle Vereine mit einer aktuellen Mitgliederstärke ab 75.000, sofern diese ausreichend belegt ist. Möglicherweise existieren weitere Vereine, die dieses Kriterium erfüllen. Die Daten beruhen auf verschiedenen Quellen und können daher im Erhebungszeitraum oder den angelegten Maßstäben variieren, wodurch die Vergleichbarkeit eingeschränkt sein kann. 1 Neuaufnahmen seit 2010 durch den Verein stark erschwert. 2 Mitgliederzahl durch die Vereinsstatuten begrenzt. |                                      |                 |             |            |                    |

## Liste der mitgliederstärksten Sportvereine Deutschlands
| Rang | Verein                                                | Stadt           | Land | Mitglieder | Stand              |
| --- | ----------------------------------------------------- | --------------- | ---- | ---------- | ------------------ |
| 01 | FC Bayern München e. V.                               | München         | BY   | 410.000    | 27. Juli 2025      |
| 02 | BV Borussia 09 e. V. Dortmund                         | Dortmund        | NW   | 230.000    | 1. Juli 2025       |
| 03 | FC Gelsenkirchen-Schalke 04 e. V.                     | Gelsenkirchen   | NW   | 194.000    | 11. Juli 2025      |
| 04 | Sektion München des DAV e. V.                         | München         | BY   | 180.667    | 31. Dezember 2024  |
| 04 | Sektion Oberland des DAV e. V.                        | München         | BY   | 180.667    | 31. Dezember 2024  |
| 06 | Eintracht Frankfurt e. V.                             | Frankfurt       | HE   | 150.000    | 17. Februar 2025   |
| 06 | 1. FC Köln 01/07 e. V.                                | Köln            | NW   | 150.000    | 2. Mai 2025        |
| 08 | Hamburger Sport-Verein e. V.                          | Hamburg         | HH   | 126.995    | 21. Juni 2025      |
| 09 | VfB Stuttgart 1893 e. V.                              | Stuttgart       | BW   | 126.000    | 1. Juli 2025       |
| 10 | Borussia VfL 1900 e. V.                               | Mönchengladbach | NW   | 106.500    | 1. Juli 2025       |
| 11 | SC Freiburg e. V.                                     | Freiburg        | BW   | 075.000    | 1. Juli 2025       |
| 12 | 1. FC Union Berlin e. V.                              | Berlin          | BE   | 070.111    | 30. Juni 2025      |
| 13 | Sport-Verein „Werder“ v. 1899 e. V.                   | Bremen          | HB   | 062.500    | 1. Juli 2025       |
| 14 | Hertha, Berliner Sport-Club 1892 e. V.                | Berlin          | BE   | 059.217    | 25. Mai 2025       |
| 15 | FC St. Pauli von 1910 e. V.                           | Hamburg         | HH   | 052.357    | 1. Juli 2025       |
| 16 | Sektion Schwaben des DAV e. V.                        | Stuttgart       | BW   | 041.872    | 31. Dezember 2024  |
| 17 | 1. FC Nürnberg VfL e. V.                              | Nürnberg        | BY   | 037.424    | 11. August 2025    |
| 18 | 1. FC Kaiserslautern e. V.                            | Kaiserslautern  | RP   | 037.200    | 14. Juni 2025      |
| 19 | Düsseldorfer Turn- und Sportverein Fortuna 1895 e. V. | Düsseldorf      | NW   | 036.000    | 1. Juli 2025       |
| 20 | SG Dynamo Dresden e. V.                               | Dresden         | SN   | 034.146    | 30. Juni 2025      |
| 21 | VfL Bochum 1848 Fußballgemeinschaft e. V.             | Bochum          | NW   | 032.000    | 1. Juli 2025       |
| 22 | Sektion Stuttgart des DAV e. V.                       | Stuttgart       | BW   | 031.820    | 31. Dezember 2024  |
| 23 | Turngemeinde Bornheim 1860 e. V.                      | Frankfurt       | HE   | 031.816    | 5. April 2023      |
| 24 | F.C. Hansa Rostock e. V.                              | Rostock         | MV   | 029.182    | 5. März 2025       |
| 25 | FC Augsburg 1907 e. V.                                | Augsburg        | BY   | 028.481    | 28. Juli 2025      |
| 26 | Sektion Berlin des DAV e. V.                          | Berlin          | BE   | 028.192    | 31. Dezember 2024  |
| 27 | SG Stern Deutschland e. V.                            | Stuttgart       | BW   | 028.003    | 1. April 2024      |
| 28 | Vereinigung clubfreier Golfspieler im DGV e. V.       | Wiesbaden       | HE   | 027.253    | 30. September 2023 |
| 29 | DSC Arminia Bielefeld e. V.                           | Bielefeld       | NW   | 027.000    | 8. Juli 2025       |
| 29 | TSV München von 1860 e. V.                            | München         | BY   | 027.000    | 12. Juni 2024      |
| 29 | 1. FSV Mainz 05 e. V.                                 | Mainz           | RP   | 027.000    | 1. Juli 2025       |
| 32 | Sektion Allgäu-Kempten des DAV e. V.                  | Kempten         | BY   | 026.259    | 31. Dezember 2024  |
| 33 | Sektion Rheinland-Köln des DAV e. V.                  | Köln            | NW   | 024.887    | 31. Dezember 2024  |
| 34 | Sektion Hamburg und Niederelbe des DAV e. V.          | Hamburg         | HH   | 024.099    | 31. Dezember 2024  |
| 35 | Hannoverscher Sportverein von 1896 e. V.              | Hannover        | NI   | 023.000    | 1. Oktober 2024    |
| 35 | sportspaß e. V.                                       | Hamburg         | HH   | 023.000    | November 2024      |
| 37 | Sektion Allgäu-Immenstadt des DAV e. V.               | Immenstadt      | BY   | 021.504    | 31. Dezember 2024  |
| 38 | Sektion Regensburg des DAV e. V.                      | Regensburg      | BY   | 020.955    | 31. Dezember 2024  |
| 39 | Eimsbütteler TV e. V.                                 | Hamburg         | HH   | 020.511    | 31. Dezember 2024  |
| 40 | Karlsruher Sport-Club Mühlburg-Phönix e. V.           | Karlsruhe       | BW   | 020.000    | 1. Juli 2025       |
| 41 | Sektion Freiburg-Breisgau des DAV e. V.               | Freiburg        | BW   | 019.947    | 31. Dezember 2024  |
| 42 | Sektion Augsburg des DAV e. V.                        | Augsburg        | BY   | 019.916    | 31. Dezember 2024  |
| 43 | Sektion Sächsischer Bergsteigerbund des DAV e. V.     | Dresden         | SN   | 019.223    | 31. Dezember 2024  |
| 44 | Sektion Heilbronn des DAV e. V.                       | Heilbronn       | BW   | 019.151    | 31. Dezember 2024  |
| 45 | Post-Sportverein Nürnberg e. V.                       | Nürnberg        | BY   | 016.000    | 2023               |
| 46 | SV Darmstadt 98 e. V.                                 | Darmstadt       | HE   | 015.500    | Juli 2025          |
| 47 | 1. FC Magdeburg e. V.                                 | Magdeburg       | ST   | 015.225    | 11. Juni 2025      |
| 48 | Sektion Tübingen des DAV e. V.                        | Tübingen        | BW   | 014.666    | 31. Dezember 2024  |
| 49 | Sektion Darmstadt-Starkenburg des DAV e. V.           | Darmstadt       | HE   | 014.152    | 31. Dezember 2024  |
| 50 | Sektion Nürnberg des DAV e. V.                        | Nürnberg        | BY   | 013.487    | 31. Dezember 2024  |
| 51 | Sektion Berchtesgaden des DAV e. V.                   | Berchtesgaden   | BY   | 013.354    | 31. Dezember 2024  |
| 52 | Rot-Weiss Essen e. V.                                 | Essen           | NW   | 013.239    | 1. Mai 2025        |
| 53 | Sektion Rosenheim des DAV e. V.                       | Rosenheim       | BY   | 013.122    | 31. Dezember 2024  |
| 54 | Sektion Frankfurt am Main des DAV e. V.               | Frankfurt       | HE   | 013.046    | 31. Dezember 2024  |
| 55 | Sportclub Preußen 06 e. V. Münster                    | Münster         | NW   | 013.000    | 10. Juni 2025      |
| 56 | 1. Fußballclub Heidenheim 1846 e. V.                  | Heidenheim      | BW   | 012.600    | 1. Juli 2025       |
| 57 | Sektion Erlangen des DAV e. V.                        | Erlangen        | BY   | 012.500    | 31. Dezember 2024  |
| 58 | Sektion Konstanz des DAV e. V.                        | Konstanz        | BW   | 012.153    | 31. Dezember 2024  |
| 59 | 1. Fußball-Club Saarbrücken e. V.                     | Saarbrücken     | SL   | 012.000    | 27. November 2024  |
| 59 | ASC Göttingen von 1846 e. V.                          | Göttingen       | NI   | 012.000    | 2025               |
| 61 | Kieler Sportvereinigung Holstein von 1900 e. V.       | Kiel            | SH   | 011.565    | 14. Juli 2025      |
| 62 | Sektion Karlsruhe des DAV e. V.                       | Karlsruhe       | BW   | 011.559    | 31. Dezember 2024  |
| 63 | Sektion Reutlingen des DAV e. V.                      | Reutlingen      | BW   | 011.539    | 31. Dezember 2024  |
| 64 | TSG 1899 Hoffenheim e. V.                             | Sinsheim        | BW   | 011.500    | 1. Juli 2025       |
| 65 | Schwimm- und Sportverein Ulm 1846 e. V.               | Ulm             | BW   | 011.484    | 13. Januar 2025    |
| 66 | Uerdinger SV 08 e. V.                                 | Krefeld         | NW   | 011.000    | 1. Oktober 2024    |
| 67 | Alemannia Aachen e. V.                                | Aachen          | NW   | 010.760    | 6. März 2025       |
| 68 | Meidericher Spielverein 02 e. V. Duisburg             | Duisburg        | NW   | 010.722    | 15. August 2025    |
| 69 | Sektion Aschaffenburg des DAV e. V.                   | Aschaffenburg   | BY   | 010.653    | 31. Dezember 2024  |
| 70 | Turn- und Sportgemeinschaft Bergedorf von 1860 e. V.  | Hamburg         | HH   | 010.500    | Juli 2025          |
| 71 | TV Jahn-Rheine 1885 e. V.                             | Rheine          | NW   | 010.382    | 1. Januar 2025     |
| 72 | Sektion Würzburg des DAV e. V.                        | Würzburg        | BY   | 010.367    | 31. Dezember 2024  |
| 73 | Sektion Heidelberg des DAV e. V.                      | Heidelberg      | BW   | 010.279    | 31. Dezember 2024  |
| 74 | Sektion Ravensburg des DAV e. V.                      | Ravensburg      | BW   | 010.176    | 31. Dezember 2024  |
| Diese Liste enthält Vereine mit einer aktuellen Mitgliederstärke ab 10.000, sofern diese ausreichend belegt ist. Möglicherweise existieren weitere Vereine, die dieses Kriterium erfüllen. |                                                       |                 |      |            |                    |

### Übersichtskarte Deutschland
| Aachen |

| Aschaffenburg |

| Augsburg 1 (2 Vereine) |

| Berchtesgaden |

| Berlin 2 (3 Vereine) |

| Bielefeld |

| Bochum |

| Bremen |

| Darmstadt 3 (2 Vereine) |

| Dortmund |

| Dresden 4 (2 Vereine) |

| Düsseldorf |

| Duisburg |

| Erlangen |

| Essen |

| Frankfurt 5 (3 Vereine) |

| Freiburg 6 (2 Vereine) |

| Gelsen- kirchen |

| Göttingen |

| Hamburg 7 (6 Vereine) |

| Hannover |

| Heidelberg |

| Heidenheim |

| Heilbronn |

| Immenstadt |

| Kaisers- lautern |

| Karlsruhe 8 (2 Vereine) |

| Kempten |

| Kiel |

| Köln 9 (2 Vereine) |

| Konstanz |

| Krefeld |

| Mainz |

| Magdeburg |

| Mönchen- gladbach |

| München 10 (4 Vereine) |

| Münster |

| Nürnberg 11 (3 Vereine) |

| Ravensburg |

| Regensburg |

| Reutlingen |

| Rheine |

| Rosenheim |

| Rostock |

| Saarbrücken |

| Sinsheim 12 |

| Stuttgart 13 (4 Vereine) |

| Tübingen |

| Ulm |

| Wiesbaden |

| Würzburg |

| Fußballvereine | Sektionen des Deutschen Alpenvereins | Andere Sportvereine |
| --- | --- | --- |
| 1. FC Bayern München0 10 2. Borussia Dortmund 3. FC Schalke 04 4. Eintracht Frankfurt0 5 5. 1. FC Köln0 9 6. Hamburger SV0 7 7. VfB Stuttgart0 13 8. Borussia Mönchengladbach 9. SC Freiburg0 6 10. 1. FC Union Berlin0 2 11. Werder Bremen 12. Hertha BSC0 2 13. FC St. Pauli0 7 14. 1. FC Nürnberg0 11 15. 1. FC Kaiserslautern 16. Fortuna Düsseldorf 17. Dynamo Dresden0 4 18. VfL Bochum 19. Hansa Rostock 20. FC Augsburg0 1 21. Arminia Bielefeld 22. TSV 1860 München0 10 23. 1. FSV Mainz 05 24. Hannover 96 25. Karlsruher SC0 8 26. SV Darmstadt 980 3 27. 1. FC Magdeburg 28. Rot-Weiss Essen 29. Preußen Münster 30. 1. FC Heidenheim 31. 1. FC Saarbrücken 32. Holstein Kiel 33. TSG 1899 Hoffenheim 34. Alemannia Aachen 35. MSV Duisburg | 1. Sektion München0 10 2. Sektion Oberland0 10 3. Sektion Schwaben0 13 4. Sektion Stuttgart0 13 5. Sektion Berlin0 2 6. Sektion Allgäu-Kempten 7. Sektion Rheinland-Köln0 9 8. Sektion Hamburg und Niederelbe0 7 9. Sektion Allgäu-Immenstadt 10. Sektion Regensburg 11. Sektion Freiburg-Breisgau0 6 12. Sektion Augsburg0 1 13. Sächsischer Bergsteigerbund0 4 14. Sektion Heilbronn 15. Sektion Tübingen 16. Sektion Darmstadt-Starkenburg0 3 17. Sektion Nürnberg0 11 18. Sektion Berchtesgaden 19. Sektion Rosenheim 20. Sektion Frankfurt am Main0 5 21. Sektion Erlangen 22. Sektion Konstanz 23. Sektion Karlsruhe0 8 24. Sektion Reutlingen 25. Sektion Aschaffenburg 26. Sektion Würzburg 27. Sektion Heidelberg 28. Sektion Ravensburg | 1. Turngemeinde Bornheim0 5 2. SG Stern Deutschland0 13 3. Vereinigung clubfreier Golfspieler 4. sportspaß0 7 5. Eimsbütteler TV0 7 6. Post SV Nürnberg0 11 7. ASC Göttingen von 1846 8. SSV Ulm 1846 9. Uerdinger SV 08 10. TSG Bergedorf 11. TV Jahn-Rheine 1885 |

Anmerkungen
- 1 Augsburg
- 2 Berlin
- 3 Darmstadt
- 4 Dresden
- 5 Frankfurt
- 6 Freiburg
- 7 Hamburg
- 8 Karlsruhe
- 9 Köln
- 10 München
- 11 Nürnberg
- 12 Sinsheim: TSG 1899 Hoffenheim
- 13 Stuttgart
- Einige als „andere Sportvereine“ gekennzeichnete Vereine unterhalten auch eine Fußballabteilung, unter anderem der Post SV Nürnberg und der Eimsbütteler TV. Diese spielen allerdings nicht in einer der ersten drei Fußball-Ligen, daher sind diese Vereine nicht als Fußballvereine gelistet.

### Statistik Deutschland
| Baden-Württemberg | 17 |
| Bayern | 17 |
| Berlin | 03 |
| Brandenburg | 0  |
| Bremen | 01 |
| Hamburg | 06 |
| Hessen | 06 |
| Mecklenburg-Vorpommern | 01 |
| Niedersachsen | 02 |
| Nordrhein-Westfalen | 14 |
| Rheinland-Pfalz | 02 |
| Saarland | 01 |
| Sachsen-Anhalt | 01 |
| Sachsen | 02 |
| Schleswig-Holstein | 01 |
| Thüringen | 0  |
| Deutschland | 74 |
| Diese Liste enthält Vereine mit einer aktuellen Mitgliederstärke ab 10.000, sofern diese ausreichend belegt ist. Möglicherweise existieren weitere Vereine, die dieses Kriterium erfüllen. |    |

### Anmerkung
1. 1 2 3 4  
Die Sektionen München und Oberland des DAV e. V. kooperieren. Wer Mitglied in einer der beiden Sektionen ist, wird kostenlos Mitglied in der anderen (DAV plus). (Quelle: Jahresbericht 2023 der Sektion Oberland des DAV e. V. Verein & Mitgliedschaft. Sektion Oberland des DAV, abgerufen am 27. Dezember 2024.)

## Liste der mitgliederstärksten Sportvereine Österreichs
| Rang | Verein                                         | Stadt      | Bundesland     | Mitglieder | Stand             |
| --- | ---------------------------------------------- | ---------- | -------------- | ---------- | ----------------- |
| 01 | Sektion Austria des ÖAV                        | Wien       | Wien           | 099.312    | 31. Dezember 2024 |
| 02 | Sektion Edelweiss des ÖAV                      | Wien       | Wien           | 088.226    | 31. Dezember 2024 |
| 03 | Sektion Innsbruck des ÖAV                      | Innsbruck  | Tirol          | 037.701    | 31. Dezember 2024 |
| 04 | Sektion Vorarlberg des ÖAV                     | Bludenz    | Vorarlberg     | 033.259    | 31. Dezember 2024 |
| 05 | Sektion Österreichischer Gebirgsverein des ÖAV | Wien       | Wien           | 030.895    | 31. Dezember 2024 |
| 06 | Sektion Salzburg des ÖAV                       | Salzburg   | Salzburg       | 027.587    | 31. Dezember 2024 |
| 07 | Sektion Linz des ÖAV                           | Linz       | Oberösterreich | 025.747    | 31. Dezember 2024 |
| 08 | Österreichischer Touristenklub                 | Wien       | Wien           | 025.000    | 31. Dezember 2018 |
| 09 | Sektion Graz des ÖAV                           | Graz       | Steiermark     | 023.043    | 31. Dezember 2024 |
| 10 | Rapid Wien                                     | Wien       | Wien           | 023.000    | März 2025         |
| 11 | Sturm Graz                                     | Graz       | Steiermark     | 020.000    | 2. November 2024  |
| 12 | Sektion Klagenfurt des ÖAV                     | Klagenfurt | Kärnten        | 015.755    | 31. Dezember 2024 |
| 13 | Sektion Villach des ÖAV                        | Villach    | Kärnten        | 010.618    | 31. Dezember 2024 |
| Diese Liste enthält Vereine mit einer aktuellen Mitgliederstärke ab 10.000, sofern diese ausreichend belegt ist. Möglicherweise existieren weitere Vereine, die dieses Kriterium erfüllen. |                                                |            |                |            |                   |

### Übersichtskarte Österreich
| Bludenz |

| Graz 1 (2 Vereine) |

| Innsbruck |

| Klagenfurt |

| Linz |

| Salz- burg |

| Wien 2 (5 Vereine) |

| Villach |

## Liste der mitgliederstärksten Sportvereine in der Schweiz
| Rang | Verein              | Stadt  | Kanton | Mitglieder | Stand          |
| --- | ------------------- | ------ | ------ | ---------- | -------------- |
| 01 | Young Boys Bern     | Bern   | Bern   | 20.000     | 30. Juni 2023  |
| 02 | Sektion Uto des SAC | Zürich | Zürich | 12.269     | 1. Januar 2025 |
| Diese Liste enthält Vereine mit einer aktuellen Mitgliederstärke ab 10.000, sofern diese ausreichend belegt ist. Möglicherweise existieren weitere Vereine, die dieses Kriterium erfüllen. |                     |        |        |            |                |

### Übersichtskarte Schweiz
| Bern |

| Zürich |